# Tora Larsson
Alma Viktoria "Tora" Larsson, född 12 mars 1891 i Kristinehamn, Värmland, död i spanska sjukan 1 september 1919 i Stockholm, var en svensk simhoppare. 
Larsson tävlade för Stockholms KK och deltog vid Olympiska sommarspelen 1912 i Stockholm i försöken i simhopp (raka hopp) från 5 och tio meter. Bland 14 deltagare – av vilka 12 var från Sverige – tog sig Larsson till final, där hon slutade på åttonde plats.